# Antioh VII. Sidet
Antioh VII. Everget ([Ἀντίοχος Ζ΄ Ευεργέτης] Napaka: {{Jezik-xx}}: transliteration text not Latin script (pos $1) (pomoč)) z vzdevkom Sidet (starogrško Σιδήτης, latinizirano: Sidétis) (po mestu Side, Turčija), znan tudi kot Antioh Pobožni, je bil vladar helenističnega Selevkidskega cesarstva, ki je vladal od julija/avgusta 138 do 129 pr. n. št.,  * okoli 164/160 pr. n. št., † 129 pr. n. št., Ekbatana, Iran.
Bil je zadnji selevkidski vladar. Po njegovi smrti se je Selevkidsko cesarstvo skrčilo samo na Sirijo.  

## Življenjepis

### Prva leta vladanja
Bil je eden od sinov Demetrija I. Soterja in brat Demetrija II. Nikatorja. Njegova mati bi lahko bila Laodika V. Na prestol je prišel potem, ko so Demetrija zajeli Parti. Poročen je bil z Demetrijevo ženo Kleopatro Teo. Z njo je imel sina Antioha IX., ki je bil hkrati polbrat in bratranec Selevka V. in Antioha VIII.
V svoji devetletni vladavini si je prizadeval  ponovno osvojiti vsej del ogromnega ozemlja, ki ga je cesarstvo izgubilo v zadnjih desetletjih. Pri Dori je porazil uzurpatorja Trifona in leta 132 pr. n. št. oblegal Jeruzalem. Med obleganjem je Judom dovolil sedemdnevno premirje, da so lahko praznovali svoje verske praznike, s čimer je naredil velik vtis na judovsko vodstvo. Po besedah Jožefa Flavija je hasmonejski vladar Ivan Hirkan vzel iz groba kralja Davida tri tisoč talentov in jih izplačal Antiohu, da je prizanesel mestu. Antioh je zaradi spoštljivega ravnanja z Judi in spoštovanja njihove vere kljub temu prislužil vzdevek  Everget (Dobrotnik). 
Zaradi pomanjkanja judovskih primarnih virov (Knjiga Makabejcev se konča nekaj let pred temi dogodki) ni jasno, ali se je oblaganje Jeruzalema končalo z Antiohovo zmago ali preprosto z mirovnim sporazumom. Poleg tega so judovske sile kasneje  sodelovale v Antiohovih vojnah, Ivan Hirkan pa še dvajset let po Antiohovi smrti  ni napadal ozemelj pod nadzorom Selevkidov.

### Kasnejša ozemeljska osvajanja in poraz
Zadnja leta svojega življenja je poskušal povrniti izgubljena vzhodna ozemlja, ki so jih Parti osvojili pod svojim "velikim kraljem"  Mitridatom I. Na pohodu proti vzhodu z zadnjo veliko selevkidsko vojsko, v kateri so bile tudi judovske enote Ivana Hirkana, je v dveh bitkah premagal Mitridata I. in ga v drugi bitki ubil. Ponovno je osvojil Mezopotamijo, Babilonijo in Medijo in zatem vojsko razpršil po zimskih taborih. 
Sam in selevkidska vojska sta zimo preživela na gostijah, lovu in popivanju (Selevkidi so ohranjali makedonsko tradicijo popivanja). Prebivanje vojske med lokalnim prebivalstvom je kmalu povzročilo naraščanje napetosti med domačini in sirsko vojsko. 
Novi partski vladar Fraat II. medtem ni miroval. Zbral je novo vojsko in na selevkidskih ozemljih spodbujal domačine k uporu. Da bi povzročil razdor med Selevkidi, je osvobodil svojega dolgoletnega zapornika, starejšega Antiohovega brata Demetrija II., ki se je vrnil v Sirijo in zahteval vrnitev prestola.
Pozimi 130/129 pr. n. št. so v več medijskih mestih uporniki napadli selevkidske garnizije. Antioh se je z majhno vojsko, morda samo s svojo osebno stražo, odpravil podpret eno od napadenih garnizij. V pusti dolini je padel v zasedo velike Fraatove vojske, za katero sploh ni vedel,  in bil v bitki pri Ekbatani ubit. Po bitki so Parti trdili, da je zaradi strahu ubil sam. Večina grško-rimskih zgodovinarjev trdi, da je padel v bitki. Izjema je Apijan, ki strdi, da je naredil samomor.

## Nasledstvo
Antiohov potrjeni naslednik je bil Antioh IX. Kiziken. Fragment iz 16. knjige Posidonijevih Zgodb, ki se je ohranil v Atenejevih   Deipnosophistah, omenja kralje z imenom Selevk, ki ga je v Mediji ujel kralj Arsak in z njim ravnal kot s kraljem. Selevkova identiteta je predmet razprav. Lahko bi bil sin Antioha VII., ki je bil ujet po očetovi smrti, kot trdi Felix Jacoby. Njegovemu mnenju se z rezervo pridružuje Ian G. Kidd.

## Vir
- Ceccarelli, Paola (2011). "Kings, Philosophers and Drunkards: Athenaeus' Information on the Seleucids". In Erickson, Kyle; Ramsey, Gillian (eds.). Seleucid Dissolution. The Sinking of the Anchor. Harrassowitz Verlag. str. 168. ISBN 978-3-447-06588-7. ISSN 1613-5628.

| Antioh VII. Sidet Selevkidska dinastijaRojen: neznano Umrl: 129 pr. n. št. |                                                                 |                                                         |
| Predhodnik: Diodot Trifon                                                  | Kralj Selevkidskega cesarstva (Kralj Sirije) 138–129 pr. n. št. | Naslednik: Demetrij II. Nikator in Aleksander II. Zabin |